# Werner Dörnbrack
Werner Dörnbrack (29 de fevereiro de 1916 - 16 de março de 1981) foi um oficial alemão que serviu na Luftwaffe durante a Segunda Guerra Mundial. Foi condecorado com a Cruz de Cavaleiro da Cruz de Ferro com Folhas de Carvalho.

## Condecorações
| Distintivo de aviador                                            |                        |
| Cruz de Ferro (1939) 2ª Classe                                   |                        |
| Cruz de Ferro (1939) 1ª Classe                                   |                        |
| Distintivo de Voo do Fronte da Luftwaffe em Ouro "1100"          |                        |
| Cruz de Cavaleiro da Cruz de Ferro                               | 21 de agosto de 1941   |
| Cruz de Cavaleiro da Cruz de Ferro com Folhas de Carvalho nº 660 | 25 de novembro de 1944 |